# دلاور (قربانی شکنجه)
دلاور (حدود ۱۹۷۹ – ۱۰ دسامبر ۲۰۰۲) مشهور به دلاور یعقوبی، یک راننده تاکسی و کشاورز پشتون اهل افغانستان بود که به دست سربازان ارتش آمریکا در بازداشتگاه پروان، که یک بازداشت‌گاه اداری در افغانستان است، تا حد مرگ شکنجه شد. او در ۵ دسامبر ۲۰۰۲ به بازداشتگاه برده شده و ۵ روز بعد، مرگش اعلام شد. مرگ او، پس از بررسی و تحقیقات در دادگاه شکنجه زندانیان بگرام، قتل اعلام شد. فیلم مستند برنده جایزه اسکار، تاکسی به‌سوی تاریکی، بر قتل او تمرکز دارد. او ۵ فوت ۹ اینچ (۱٫۷۵ متر) قد و ۱۲۲ پوند (۵۵ کیلوگرم) وزن داشت.